# Chalcura polita
Chalcura polita är en stekelart som först beskrevs av Girault 1915.  Chalcura polita ingår i släktet Chalcura och familjen Eucharitidae. Inga underarter finns listade i Catalogue of Life.